# Црква светих апостола Петра и Павла у Котежу
Црква светих апостола Петра и Павла је храм Српске православне цркве који се налази у насељу Котеж у београдској општини Палилула.

## Опште информације
Храм припада архиепископији београдско-карловачкој, а изграђен је 2009. године за време патријарха Павла и пароха котешког протејереја Милоша Мићића. Слава цркве је Петровдан.
У оквиру парохијског дома први цркви организују се радионице за децу, као и предавања за старије парохијане. У оквиру цркве делује хор за децу и одрасле, као и хор византијског појања. Црква се налази у самом центру насеља Котеж у Улици Анке Матић 4.
Црква је посвећена апостолима Петру и Павлу, а фреска њих двојице налази се на самом уласку у објекат.